# ويليام بي. ميرفي
ويليام بي. ميرفي (بالإنجليزية: William B. Murphy)‏ هو مونتير أمريكي، ولد في 9 يناير 1908 في ماهيا في الولايات المتحدة، وتوفي في 2 يوليو 1970 في لوس أنجلوس في الولايات المتحدة.

## وصلات خارجية
- ويليام بي. ميرفي على موقع IMDb (الإنجليزية)
- ويليام بي. ميرفي على موقع ألو سيني (الفرنسية)
- ويليام بي. ميرفي على موقع تيرنر كلاسيك موفيز (الإنجليزية)
- ويليام بي. ميرفي على موقع أول موفي (الإنجليزية)
- ويليام بي. ميرفي على موقع قاعدة بيانات الأفلام السويدية (السويدية)
- ويليام بي. ميرفي على موقع قاعدة بيانات الفيلم (الإنجليزية)
- ويليام بي. ميرفي على موقع كينوبويسك (الروسية)